# Понькино (Ивановская область)
По́нькино — деревня в Палехском районе Ивановской области. Входит в Раменское сельское поселение.

## География
Находится на западе Палехского района, в 5,7 км к западу от Палеха (6,8 км по автодорогам).

## Инфраструктура
В деревне имеется Казенная муниципальная Понькинская основная общеобразовательная школа. Проведена телефонная линия.

## Население
| 1859 | 1905 | 2010 |
| ---- | ---- | ---- |
| 252  | ↘226 | ↘16  |